# Икона
Икона (гр. εἰκών - слика, образ, представа) је слика на дрвету, платну или камену са ликом Исуса Христа, Богородице, других светитеља, анђела или других догађаја везаних за историју цркве и Свето писмо. Присутне су у свим православним храмовима, где се постављају на иконостасе и зидове. „Иконе се уграђују у развијени иконостас по одређеним црквеним канонима"

## Историја и карактеристике
Најстарије појаве хришћанства нису пратиле и ликовне представе и тако су слике светитеља очуване тек из 3. века али су изазвале велике расправе у црквеним круговима. Појавио се страх да се представљање бога и светитеља не поистовети са паганским идолима. Ово је подстакло многе црквене поглаваре да се супротставе сваком приказивању хришћанске историје у свим облицима уметности. У 8. веку водила се велика расправа око тога да ли иконе треба поштовати или не. Ова борба, у историји цркве позната као иконоборство, завршила се закључком и наредбом Седмог васељенског сабора да се иконе морају поштовати. Томе је допринела жива античка традиција и антропоморфизам, што је довело до превођења хришћанске догме на језик разумљивих фигуралних облика. Прошли су векови док у Цркви није нађено објашњење за поштовање икона.
Уметност сликања икона је одржавана и много после пропасти Византијског царства. Иконе су се носиле на ратиштима када се одлазило у ратне походе, уносиле су се у дворове али и у домове и манастирске келије, цркве и катедрале. Икона није украс него визуелно саопштавање невидљиве божанске стварности, која се манифестује у времену и простору. Иконе се не поштују на материјалној основи. Поштовање се указује насликаној личности, а не материји од које је направљена икона. Оне су израђиване од разних материјала, слонове кости, емајла, мозаика, мермера, сребра и злата, а често су сликани бојама на дрвеној подлози. По мишљењу руског иконописца Пимена Софронова, праве православне иконе се раде бојама у прашку мешаним са жуманцем, на дрвеној дасци, премазане "олифом", тј. уљем са прахом ћилибара.  Ипак све сачуване иконе нису и уметничка дела. Језик којим су сликане византијске иконе све до 17. века па чак и до почетка 18. века губи се после тога времена.

## Византијске иконе
У току борби против икона, млетачким пљачкама у 12. веку и турским пустошењима у 15. веку страдале су цариградске иконе и мало се њих очувало до данашњих дана. Треба одмах да буде јасно да иконе нису само слике на дрвеној подлози већ су то и фреске, мозаици и иконе у другим техникама. Тако су се испод кречног малтера појавиле ове старе иконе и оне представљају највећи домет византијске уметности у Цариграду. Цариградски мајстори су били надарени мајстори који су радили иконе са највећом умешношћу и они су били познати у свету као такови и јако су били цењени и тражени.
Цариград је имао монопол за израду мозаика и икона сваке врсте а радили су се и минијатурни мозаици касније у току развоја ове уметничке гране, финих творевина и били су велике уметничке вредности. Док је током 14. века Цариград држао предност у овој уметности и заузимао водеће место након тога су се појавили ривали у Грчкој, словенским земљама Балкана и Русији који су прихватили и развијали ову уметност од 9. века до прве половине 15. века када се јавља замор у овој уметности.
У другој половини двадесетог века па до данас се поново буди појачано интересовање за иконама па самим тим и за иконопис. Многи уметници и академски сликари су се почели опробавати у том посебном виду уметности. Појављују се школе иконописа као и иконописци који нису уметници али од Бога су добили дар да то буду. Посебно се изучава византијска техника иконописања и фрескописања као најлепша техника којом се осликавају Светитељи и духовност уопште.

## Коптске иконе
Током историје коптска оријентално-православна црква је развила коптску уметност иконописања по којој је постала чувена у свету.

## Грузијске иконе
Грузија је примила хришћанство у 4. веку и као многе земље допринела је развоју ове уметности. Ту се сачувало јако много икона од 9. века све до 19. века и оне осим што приказују светитеље и како се јављају композиције заједничке за целу хришћанску уметност ту се спојивши традиције у уметности од метала јављају иконе са оковом које се добијају искуцавањем метала, као и теме везане за култове светитеља из народних веровања.
Полазећи од византијских узора грузијски мајстори мењају иконе и уносе осећајност у слике које су стварали.

## Руске иконе
На изложби 1913. године је први пут приказана збирка староруских икона и ово откриће представља признање заборављених остатака руске уметности. Иконе које су рестаурисане и сачуване до данашњих дана сведоче да су њихови ствараоци били умни људи те и ако нису поштовали све црквене норме, били убеђени у истинитост онога што су на својим иконама представили.
Најпознатије руске иконе су Богородица Тихвинска, Богородица Владимирска, Света Тројица, Богородица Казањска.

## Грчке иконе
Солун у Грчкој је био велики центар у којем су се градиле многе цркве и манастири али нема много сачуваних икона до данашњег времена. Радионице Солуна су израђивале покретне иконе и зидне слике и у граду и изван њега и оне су израђиване у различитим техникама у металу, платну, мермеру, слоновачи и драгом камењу. После пада Цариграда у бољем положају су били они делови Грчке који су били под Млетачком управом од оних који су били под Османским царством јер су Млеци дали веће слободе и ту се на Криту развија једна школа а у 16. веку се јавља и друга школа у средњој Грчкој чији су аутори анонимни и могу се довестиу везу са сликарем Франглос Кателаносом а касније се помињу и Франглос Кондирис и његов брат Георгије.

## Српске иконе
Најстарије иконе из Рашке су нестале и о њима немамо чак ни писмених трагова у писаним изворима и најстарије очуване иконе су фреске из Студенице (1208. – 1209. године). Касније се појављују и сликарске радионице 13. века. Сава Немањић је иконе набављао у Солуну. Немањићи су подстицали уметност и били су велики ктитори који су подстакли култ Св. Симеона и Св. Саве његовог сина. Радећи у Србији или у српском приморју на начин „pctores greci“ домаћи мајстори су се прославили као уметници који могу да сликају на грчки начин са текстовима на Грчком и примали су разне стилске поуке. Краљ Милутин (1282. – 1321) је био велики поборник културе и уметности и упућивао је молитве Св. Симеону и Св. Сави а за њега су радили велики и вешти сликари из дворске радионице Михајло и Евтихије, док су за феудалну властелу тога времена радили мање познати али исто тако тражени мајстори за њихов укус.
Крајем 14. и 15. века нестале су једна за другом феудалне државе Балкана и дворови феудалаца који су подстицали уметност и културу. У 14. веку Турска је испољила извесну толеранцију према хришћанском свету и у 16. веку је обнову споменика доживела Света гора а затим и Пећка патријаршија. Највећи сликар после 1557. године био је печки сликар Лонгин који се и потписивао на иконама које је радио и на његовим делима су учили други сликари икона. У другој половини 16. века радило је још неколико великих мајстора и међу њима на пример Георгије „крстар“, после зоограф Георгије Митрофановић, Козма и други.
Иконе настале на тлу Бока Боке Которске чине засебан правац и школу у историји српских икона. Бококоторска школа настаје под утицајем пећко-морачке и хиландарске сликарске радионице. Неки од познатих ствараоца су из породица Димитријевић и Рафаиловић из Рисна.
Дуги и плодни период на стварању икона са религиозном тематиком и темама из 12. века до 17. века претворен је током 18. века у неуспеле покушаје да се измире са Европским утицајима у уметности.
Иконе које су по завршетку хаџилука биле доношене као успомена на поклоничко путовање, називају се "Јерусалим". Примери ових икона у Срба могу се пронаћи у Музеју Срема у Сремској Митровици, Двору Епархије зворничко-тузланске у Бијељини, Цркви Светог Николе у Фочи и многим другим музејима и црквама.

## Галерија
- Икона Исуса, Манастир Зрзе
- Христ Пантократор, Марков манастир
- Христ Пантократор, Спасо-Преображењски манастир
- Христ Пантократор, икона Синајске горе
- Икона Богородице Перивлепте (1350)
- Перивлепта Охридска
- Богородица Казањска
- Богородица Одигитрија Смоленскаја Дионизиј
- Теотокос Знамење, Новгород
- Арханђел Гаврило
- Богородица Иверскаја
- Богородица Тиквинскаја
- Преображење Господње
- Икона Богојављења
- Свети Никола, дело Андрије Раичевића, 1641.